# Antonio Pesenti (economista)
Antonio Mario Pesenti (Verona, 5 ottobre 1910 – Roma, 14 febbraio 1973) è stato un economista e politico italiano.

## Formazione
Iscrittosi a Giurisprudenza a Pavia, nel 1931 vi si laureò, quale alunno dell'Almo Collegio Borromeo. Si recò a Londra, Vienna, Berna e Parigi per frequentarvi corsi di perfezionamento in economia. Aderì al movimento antifascista clandestino pavese.
A Parigi pubblicò con lo pseudonimo di Italicus il pamphlet "Antifascismo nuovo" con la collaborazione dei fuoriusciti aderenti a Giustizia e Libertà. Si avvicinò - dopo aver inizialmente professato idee repubblicane, aderendo al gruppo di B. Maffei - al Partito Socialista Italiano, con cui intraprese una costante attività clandestina, che proseguì quando, a 24 anni, ottenne la libera docenza in Scienza delle finanze e Diritto finanziario a Sassari.
Collaborò col Nuovo Avanti! e con Politica socialista, pubblicati in Francia. Partecipò al Congresso degli Italiani all'estero contro la guerra d'Abissinia tenutosi a Parigi nell'ottobre 1935; dopo aver parlato contro l'aggressione fascista all'Etiopia a Bruxelles (mascherato e sotto falso nome) al “Congresso degli italiani”, fu arrestato al suo rientro in Italia l'8 novembre 1935. Condannato dal Tribunale speciale a 24 anni di reclusione, ne passò otto di dura prigionia (non fu curato e neppure informato di un attacco di angina pectoris) a Roma (qui ebbe come compagno di cella Enrico Minio), Fossano, Civitavecchia e San Gimignano.
Nel 1938 la tessera del PSI portava in segno d'onore il suo nome, assieme a quelli di Rodolfo Morandi e Sandro Pertini, prigionieri anche loro nelle carceri fasciste.

## Resistenza e attività politica
Scarcerato il 4 settembre 1943, passò le linee, per raggiungere l'Italia già liberata. A Bari aderì al Partito comunista, ottenne la direzione del giornale Civiltà Proletaria, impegnandosi nel Comitato federale del capoluogo pugliese.
Indi si ebbe la sua partecipazione, nel gennaio 1944, al Congresso nazionale del CLN; nell'aprile si spostò a Salerno ed entrò, come sottosegretario alle Finanze, nel secondo governo Badoglio; dopo la liberazione di Roma partecipò come ministro al primo governo di unità nazionale del CLN presieduto da Ivanoe Bonomi e, nel dicembre 1944, ottenne l'incarico di ministro delle Finanze nel secondo Governo Bonomi.
Fu membro della Consulta nazionale nel 1945 e poi dell'Assemblea Costituente.
Nel 1946 partecipò, a Parigi con De Gasperi, agli incontri per il Trattato di pace.
Fu presidente della Commissione per lo studio dei problemi del lavoro istituita nel gennaio 1946 nell'ambito del Ministero per la Costituente. Dal 1946 al 1947 ottenne la vice presidenza dell'IRI. 
Fu membro del comitato centrale del PCI, della presidenza del Centro studi di politica economica e del Comitato direttivo dell'Istituto Gramsci.
Rieletto nelle successive legislature, nel 1953 optò per il Senato.

## Docenza ed attività universitaria
Dal 1968 si dedicò interamente all'insegnamento e agli studi, che nel dopoguerra lo avevano visto fondatore del “Centro economico per la ricostruzione” e della rivista Critica economica ed editore di Politica Economica.
Fu titolare della cattedra di Scienza delle Finanze e Diritto Finanziario all'Università di Parma nel 1948, indi fu ordinario di Economia Politica a Pisa e a Roma. Tra i suoi allievi è possibile menzionare Gianfranco La Grassa, divenuto assistente di Pesenti a Pisa.
Un anno prima della scomparsa, pubblicò il suo libro autobiografico La cattedra e il bugliolo.
Ad Antonio Pesenti è stato intitolato un istituto superiore scolastico a Càscina, in provincia di Pisa.

## Opere
- La politica finanziaria e monetaria dell'Inghilterra, Padova, CEDAM, 1934.
- Ricostruire dalle rovine, Milano, O. Picardi, 1946.
- Lezioni di economia politica, 2 voll., Roma, Editori Riuniti, 1959; 1962.
- Lezioni di scienza delle finanze e diritto finanziario, Roma, Editori Riuniti, 1961; 1967.
- Tendenze del capitalismo italiano, con Vincenzo Vitello, Roma, Editori Riuniti, 1962.
- Manuale di economia politica, con Gianfranco La Grassa e Carlo Casarosa, 2 voll., Roma, Editori Riuniti, 1970.
- La cattedra e il bugliolo, Milano, La Pietra, 1972.
- Discorsi parlamentari, 2 voll., Roma, Senato della Repubblica, 1990.
- Autobiografia, Milano, Il Sole 24 Ore, 2013.